# اوربن لو وریه
اوربن ژان ژوزف لو وریه (به فرانسوی: Urbain Jean Joseph Le Verrier) (فرانسوی: [yʁbɛ̃ ʒɑ̃ ʒɔzɛf lə vɛʁje]) (زادهٔ ۱۱ مارس ۱۸۱۱ در سن-لو، فرانسه – درگذشتهٔ ۲۳ سپتامبر ۱۸۷۷ در پاریس، فرانسه)، یک ریاضی دان فرانسوی بود که در زمینه مکانیک سماوی تخصص داشت و بیش از هرچیزی به دلیل سهمش در کشف نپتون شناخته می‌شود. این ستاره‌شناس فرانسوی محاسبات پیچده‌ای را برای کشف نپتون انجام داد و سرانجام محاسباتش را همراه با نامه‌ای برای معاون رصد خانه برلین یوهان گاله فرستاد و از او خواست هرچه زودتر به رصد این سیاره بپردازد. نامه روز ۲۳ سپتامبر سال ۱۸۴۶ به گاله رسید. او همان شب تلسکوپش را به سوی نقطه‌ای از آسمان که لووریه پیشنهاد کرده بود گرفت و سیاره را در فاصله یک درجه اختلاف نسبت به نقطه پیشنهاد شده توست لووریه، مشاهده کرد. امروزه بیشتر دانشمندان معتقداند که جان کاوچ آدامز و لووریه به دلیل انجام محاسبات پیچیده که در نهایت موجب کشف نپتون شد، کاشفان این سیاره هستند.